# Taktikoúpolis
Taktikoúpolis (Taktikoupolis) är en ort i Grekland.   Den ligger i prefekturen Nomós Piraiós och regionen Attika, i den sydöstra delen av landet, 60 km sydväst om huvudstaden Aten. Taktikoúpolis ligger 129 meter över havet och antalet invånare är 250.
Terrängen runt Taktikoúpolis är huvudsakligen kuperad, men åt nordost är den platt. Havet är nära Taktikoúpolis norrut.Runt Taktikoúpolis är det ganska glesbefolkat, med 35 invånare per kvadratkilometer. Närmaste större samhälle är Poros, 8,8 km sydost om Taktikoúpolis. 